# Carl Grabow
Carl Ludvig Grabow, född 29 december 1847 i Tyska S:ta Gertruds församling, Stockholm, död där 28 november 1922, var en svensk dekorationsmålare. Han var son till fagottisten i Kungliga hovkapellet Ludvig Grabow. 

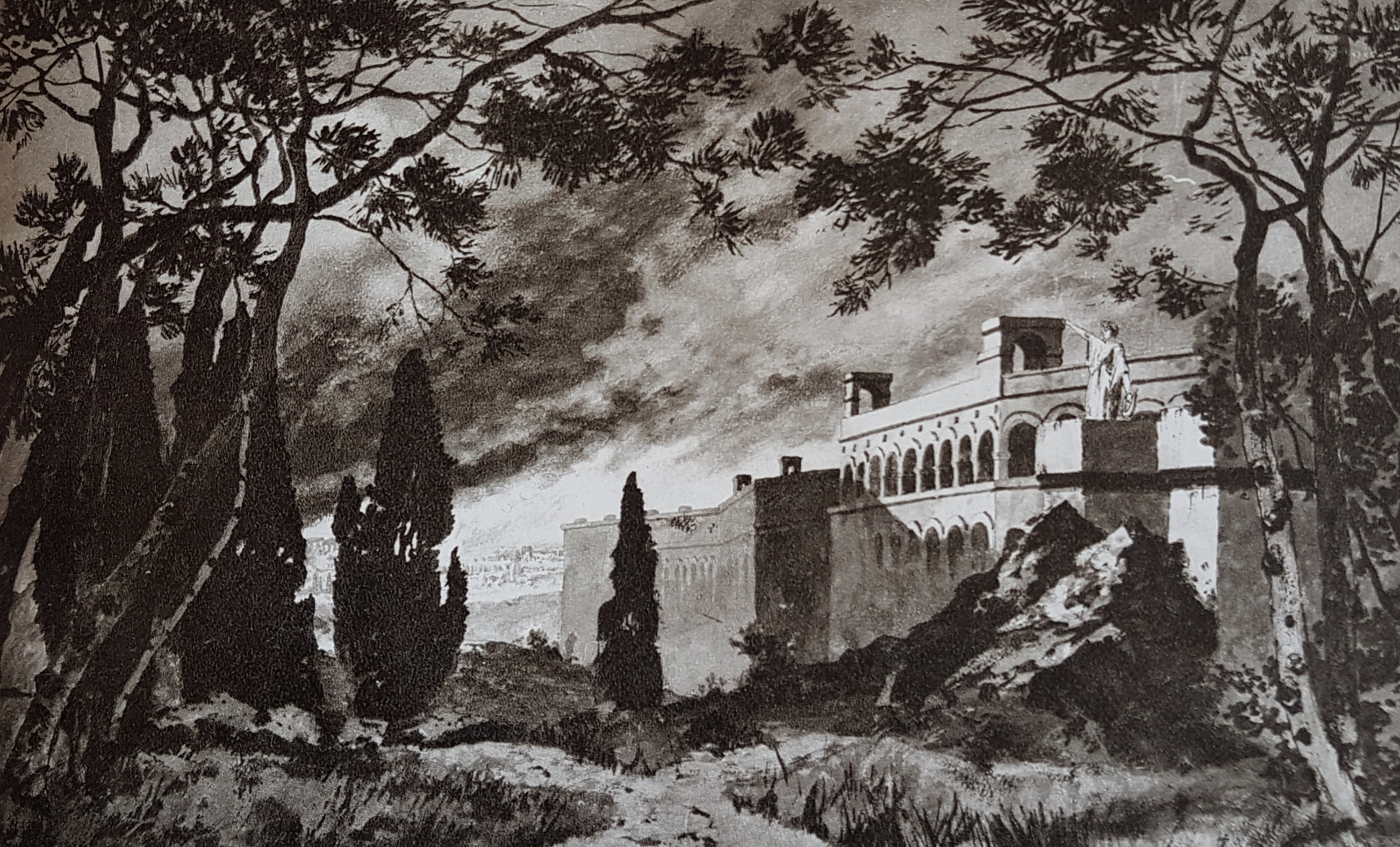
Skiss för Quo Vadis vid Finska teatern i Helsingfors

Grabow studerade vid Konstakademiens principskola 1861-1863 under Johan Cardon och Johan Ringdahl. Eftersom han var så ung fick han inte fortsätta vid modellskolan, varför han fortsatte studierna i teatermåleri i Berlin för bröderna Carl och Paul Gropius 1864-1873. När han återvände till Stockholm etablerade han en dekorationsateljé på Kungsholmen. Han dekorerade ett flertal lokaler i Stockholm bland annat Berns salonger och Blanchs kafé. På ateljén utfördes teaterdekorationer för stadens mindre privata scener. Under åren 1890-1910 var han även anställd vid Dramatiska teatern. Han dekorerade även teatern i Söderhamn, invigd 1882, och många andra landsortsteatrar såsom Ystads och Karlstads stadsteatrar.  Under senare år var flera av hans skisser utförda av elever och anställda vid Grabows ateljé; bland eleverna märks Björn Ahlgrensson, Fritz Lindström, Knut Ström och Ernst Brauchman. 
Han tilldelades Litteris et Artibus 1905.
Grabow var ogift. Han begravdes 1 december 1922 på Norra begravningsplatsen Grabow finns representerad vid bland annat Nationalmuseum och på Scenkonstmuseet i Stockholm.

## Teater

### Dekorationer
| År   | Produktion                                                      | Upphovsmän                                                                      | Regi                           | Teater                     |
| ---- | --------------------------------------------------------------- | ------------------------------------------------------------------------------- | ------------------------------ | -------------------------- |
| 1883 | Lilla helgonet Mam'zelle Nitouche                               | Hervé, Henri Meilhac och Albert Millaud                                         |                                | Djurgårdsteatern           |
| 1893 | Dockféen Die Puppenfée                                          | Josef Bayer                                                                     |                                | Vasateatern                |
| 1896 | Det stora förslaget                                             | Pehr Staaf                                                                      |                                | Vasateatern                |
| 1898 | Kungsämnena Kongs-Emnerne                                       | Henrik Ibsen                                                                    | Harald Molander                | Vasateatern                |
| 1898 | Geishan The Geisha, a story of a tea house                      | Sidney Jones, Owen Hall och Harry Greenbank Översättning Ernst Wallmark         |                                | Vasateatern                |
| 1900 | När vi döda vakna Når vi døde vågner                            | Henrik Ibsen Översättning Edvard Alkman                                         |                                | Svenska teatern, Stockholm |
| 1901 | Stiliga Agusta                                                  | Gustaf af Geijerstam                                                            | Albert Ranft                   | Södra Teatern              |
| 1904 | Tummeliten Le petit Poucet                                      | Clairville och Dumanoir Bearbetning Frans Hedberg                               |                                | Östermalmsteatern          |
| 1905 | Surcouf                                                         | Robert Planquette, Alfred Duru och Henri Chivot                                 | Axel Ringvall                  | Östermalmsteatern          |
| 1906 | Hertiginnan av Danzig                                           | Ivan Caryll och Henry Hamilton                                                  | Emil Linden                    | Östermalmsteatern          |
| 1906 | Frihetsbröderna Les Brigands                                    | Jacques Offenbach, Henri Meilhac och Ludovic Halévy Översättning Ernst Wallmark |                                | Oscarsteatern              |
| 1907 | Lycko-Pers resa                                                 | August Strindberg                                                               | Justus Hagman                  | Östermalmsteatern          |
| 1907 | På havets botten Un drame au fond de la mer                     | Ferdinand Dugué Översättning Bertha Straube                                     | Justus Hagman                  | Östermalmsteatern          |
| 1907 | Telefonhemligheter                                              | Herman Hanslleiter och Max Reiman                                               |                                | Djurgårdsteatern           |
| 1907 | Den glada änkan – som varietédiva                               |                                                                                 |                                | Djurgårdsteatern           |
| 1907 | Karneval Blomkronan                                             | Gissa Hvem Pseudonym för Thorgny Wallbeck-Hallgren och Birger Sjöberg           |                                | Alhambra                   |
| 1908 | Kapten Grant och hans barn Les Enfants du capitaine Grant       | Jules Verne                                                                     |                                | Östermalmsteatern          |
| 1908 | Samvetets mask Der G'wissenwurm                                 | Ludwig Anzengruber                                                              | Gustaf Linden                  | Dramaten                   |
| 1908 | Den stora lidelsen Die grosse Leidenschaft                      | Raoul Auernheimer                                                               | Gustaf Linden                  | Dramaten                   |
| 1908 | Syndafloden                                                     | Henning Berger                                                                  | Gustaf Linden                  | Dramaten                   |
| 1909 | Rabensteinarns dotter Die Rabensteinerin                        | Ernst von Wildenbruch                                                           | Gustaf Linden                  | Dramaten                   |
| 1909 | Högt spel                                                       | Ernst Didring                                                                   | Gustaf Linden                  | Dramaten                   |
| 1909 | Ljungby horn                                                    | Frans Hedberg                                                                   | Axel Bosin                     | Oscarsteatern              |
| 1910 | När det unga vinet blommar Når den ny vin blomstrer             | Bjørnstjerne Bjørnson                                                           | Gustaf Linden                  | Dramaten                   |
| 1910 | Damen med dolken Die Frau mit dem Dolche                        | Arthur Schnitzler                                                               | Gustaf Linden                  | Dramaten                   |
| 1910 | Gillets hemlighet                                               | August Strindberg                                                               | Oscar Wennersten               | Folkets hus teater         |
| 1911 | På villovägar, revy                                             | Oscar Wennersten                                                                | Oscar Wennersten               | Folkets hus teater         |
| 1911 | Kyska Susanna Die keusche Susanne                               | Jean Gilbert och Georg Okonkowski                                               |                                | Oscarsteatern              |
| 1911 | Vackre Nicodemus                                                | Oscar Wennersten                                                                | Oscar Wennersten               | Folkets hus teater         |
| 1912 | Sherlock Holmes                                                 | Oscar Wennersten                                                                | Jean Claesson                  | Folkets hus teater         |
| 1912 | Eva                                                             | Franz Lehár, Alfred Maria Willner och Robert Bodanzky                           | Emil Linden                    | Oscarsteatern              |
| 1912 | Greven av Luxemburg Der Graf von Luxemburg                      | Franz Lehár, Alfred Maria Willner och Robert Bodansky                           |                                | Oscarsteatern              |
| 1912 | Frihetsbröderna Les Brigands                                    | Jacques Offenbach, Henri Meilhac och Ludovic Halévy                             | Albert Ranft                   | Oscarsteatern              |
| 1912 | Donna Juanita                                                   | Franz von Suppé, Friedrich Zell och Richard Genée                               | Emil Linden                    | Oscarsteatern              |
| 1912 | Kvinnohataren Der Frauenfresser                                 | Edmund Eysler, Leo Stein och Karl Lindau                                        | Emil Linden                    | Oscarsteatern              |
| 1912 | Den käre Augustin Der liebe Augustin                            | Leo Fall, Rudolf Bernauer och Ernst Welisch                                     | Carl Grabow                    | Oscarsteatern              |
| 1912 | En stockholmsflicka                                             | Oscar Wennersten                                                                |                                | Folkets hus teater         |
| 1912 | Gri-Gri                                                         | Paul Lincke, Heinrich Bolten-Baeckers och Jules Chancel                         | Emil Linden                    | Oscarsteatern              |
| 1912 | Biografflugan Der Film-Zauber                                   | Walter Kollo och Willy Bredschneider                                            |                                | Oscarsteatern              |
| 1913 | Den förtrollade telefonen, eller Ringer man så svarar dom, revy | Oscar Wennersten och Axel Engdahl                                               |                                | Folkets hus teater         |
| 1913 | I bohuslänska skärgården                                        | Oscar Wennersten                                                                |                                | Folkets hus teater         |
| 1913 | Bröderna Östermans huskors                                      | Oscar Wennersten                                                                |                                | Folkets hus teater         |
| 1913 | Geishan The Geisha, a story of a tea house                      | Sidney Jones, Owen Hall och Harry Greenbank                                     |                                | Oscarsteatern              |
| 1914 | Affären Costa Negra                                             | Gustaf Janson                                                                   | Knut Nyblom                    | Vasateatern                |
| 1914 | Vårt nya Stockholm, revy                                        | Oscar Wennersten                                                                |                                | Folkets hus teater         |
| 1914 | Våra fäders jord Fædrenes Jord                                  | Martha Ottosen                                                                  | Otto Malmberg                  | Folkets hus teater         |
| 1914 | Polskt blod Polenblut                                           | Oskar Nedbal och Leo Stein                                                      | Emil Linden                    | Oscarsteatern              |
| 1914 | Resan omkring jorden på 40 dagar                                | Algot Sandberg                                                                  | Victor Castegren               | Oscarsteatern              |
| 1914 | Flickorna på Söder                                              | Oscar Wennersten                                                                | Uno Brander                    | Folkets hus teater         |
| 1915 | Det var i Kungsträdgår'n, revy                                  | Oscar Wennersten och Axel Engdahl                                               |                                | Folkets hus teater         |
| 1915 | Har du sett Bengtzen, revy                                      | Harald Leipziger                                                                |                                | Oscarsteatern              |
| 1915 | Pompadours triumf Der Triumph der Pompadour                     | Adolf Paul Översättning Erik Norling                                            | Einar Fröberg                  | Intima teatern             |
| 1915 | Den fula gåsungen                                               | Oscar Wennersten                                                                | Alfred Lundberg                | Folkets hus teater         |
| 1915 | Garvar-Olle                                                     | Harald Leipziger                                                                |                                | Folkets hus teater         |
| 1915 | En natt i Venedig Eine Nacht in Venedig                         | Johann Strauss den yngre, Friedrich Zell och Richard Genée                      | Oskar Textorius                | Oscarsteatern              |
| 1915 | Lycko-Pers resa                                                 | August Strindberg                                                               | Gunnar Klintberg               | Svenska teatern, Stockholm |
| 1916 | Inkognito Rund um die Liebe                                     | Oscar Straus, Friedrich von Thelen och Robert Bodanzky Översättning Oscar Ralf  | Oskar Textorius                | Oscarsteatern              |
| 1916 | Gustaf III                                                      | August Strindberg                                                               | Einar Fröberg                  | Intima teatern             |
| 1916 | Afrikaresan                                                     | Franz von Suppé och Richard Genée                                               | Axel Ringvall                  | Oscarsteatern              |
| 1916 | Polskt blod Polenblut                                           | Oskar Nedbal och Leo Stein                                                      | Emil Linden                    | Oscarsteatern              |
| 1916 | Fjäriln                                                         | Karl Weinberger, Alfred Maria Willner och Bernhard Buchbinder                   | Oskar Textorius                | Oscarsteatern              |
| 1916 | Csardasfurstinnan Die Csárdásfürstin                            | Emmerich Kálmán, Leo Stein och Béla Jenbach                                     | Oskar Textorius                | Oscarsteatern              |
| 1916 | Midsommar                                                       | August Strindberg                                                               |                                | Folkets hus teater         |
| 1916 | Bergmans kryddbod                                               | Oscar Wennersten                                                                |                                | Folkets hus teater         |
| 1917 | Under blommande hägg och syrén, revy                            | Oscar Wennersten                                                                |                                |                            |
| 1917 | Fädernesland Fædreland                                          | Einar Christiansen Översättning Hjalmar Söderberg                               | Einar Fröberg                  | Intima teatern             |
| 1917 | Öregrund-Östhammar                                              | Selfrid Kinmanson                                                               | Axel Ringvall                  | Oscarsteatern              |
| 1917 | Kessers generalkupp                                             | Fred Winter                                                                     | Oskar Textorius                | Oscarsteatern              |
| 1917 | Csardasfurstinnan Die Csárdásfürstin                            | Emmerich Kálmán, Leo Stein och Béla Jenbach Översättning Nalle Halldén          | Oskar Textorius                | Oscarsteatern              |
| 1917 | Jungfruburen Das Dreimäderlhaus                                 | Alfred Maria Willner, Heinz Reichert, Franz Schubert och Heinrich Berté         |                                | Oscarsteatern              |
| 1917 | Läderlappen Die Fledermaus                                      | Johann Strauss d.y., Karl Haffner och Richard Genée                             |                                | Oscarsteatern              |
| 1917 | Kejsarinnan Maria Théresia                                      | Leo Fall, Julius Brammer och Alfred Grünwald                                    | Oskar Textorius                | Oscarsteatern              |
| 1917 | Prinsessan som inte ville skratta                               | Helge Malmberg                                                                  | Axel Ringvall                  | Oscarsteatern              |
| 1918 | Sköna Helena La belle Hélène                                    | Jacques Offenbach, Henri Meilhac och Ludovic Halévy                             |                                | Oscarsteatern              |
| 1918 | Jockeyen                                                        | Felix Körling                                                                   | Oskar Textorius                | Oscarsteatern              |
| 1918 | Läderlappen Die Fledermaus                                      | Johann Strauss d.y., Karl Haffner och Richard Genée                             |                                | Oscarsteatern              |
| 1918 | Sjökadetten                                                     | Richard Genée och Friedrich Zell                                                | Carl Barcklind                 | Oscarsteatern              |
| 1918 | Kejsarinnan Maria Théresia                                      | Leo Fall, Julius Brammer och Alfred Grünwald                                    | Oskar Textorius                | Oscarsteatern              |
| 1918 | Geishan The Geisha, a story of a tea house                      | Sidney Jones, Owen Hall och Harry Greenbank                                     |                                | Oscarsteatern              |
| 1919 | Mr. Jack                                                        | Fred Winter                                                                     | Carl Barcklind                 | Oscarsteatern              |
| 1919 | Csardasfurstinnan Die Csárdásfürstin                            | Emmerich Kálmán, Leo Stein och Béla Jenbach                                     | Oskar Textorius                | Oscarsteatern              |
| 1919 | Stambuls ros                                                    | Leo Fall, Julius Brammer och Alfred Grünwald                                    | Carl Barcklind                 | Oscarsteatern              |
| 1919 | Nya syndafallet, revy                                           | Otto Hellkvist, Berndt Carlberg                                                 | Elvin Ottoson                  | Oscarsteatern              |
| 1919 | Drottning Karneval Die Faschingsfee                             | Emmerich Kálmán, Alfred Maria Willner och Rudolf Österreicher                   | Carl Barcklind                 | Oscarsteatern              |
| 1919 | Csardasfurstinnan Die Csárdásfürstin                            | Emmerich Kálmán, Leo Stein och Béla Jenbach                                     | Oskar Textorius                | Oscarsteatern              |
| 1919 | Romeo och Julia The Tragedy of Romeo and Juliet                 | William Shakespeare Översättning Carl August Hagberg                            | Gunnar Klintberg               | Svenska teatern, Stockholm |
| 1920 | Maries soldat                                                   | Leo Ascher, Bernhard Buchbinder, Jean Kren och Alfred Schönfeld                 | Carl Barcklind                 | Oscarsteatern              |
| 1920 | Don Cesar                                                       | Rudolf Dellinger och Oscar Walther                                              | Albert Ranft och Elvin Ottoson | Oscarsteatern              |
| 1920 | Boccaccio                                                       | Franz von Suppé, Camillo Walzel och Richard Genée                               | Carl Barcklind                 | Oscarsteatern              |
| 1920 | Csardasfurstinnan Die Csárdásfürstin                            | Emmerich Kálmán, Leo Stein och Béla Jenbach                                     | Oskar Textorius                | Oscarsteatern              |
| 1921 | Sista valsen Der letzte Walzer                                  | Oscar Straus, Julius Brammer och Alfred Grünwald                                | Carl Barcklind                 | Oscarsteatern              |
| 1921 | Alexander den lille - eller låna mej en svärmor, revy           | Svasse Bergqvist                                                                |                                | Pallas-Teatern             |
| 1921 | Tiggarstudenten Der Bettelstudent                               | Karl Millöcker, Richard Genée och Friedrich Zell                                | Elvin Ottoson                  | Oscarsteatern              |
| 1921 | Frihetsbröderna Les Brigands                                    | Jacques Offenbach, Henri Meilhac och Ludovic Halévy                             | Albert Ranft                   | Oscarsteatern              |
| 1922 | Lucullus Die Brant des Lucullus                                 | Jean Gilbert, Rudolf Schanzer och Ernst Welisch                                 | Carl Barcklind                 | Oscarsteatern              |
| 1922 | Varulven                                                        | Angelo Cana Översättning Knut Nyblom                                            | Knut Nyblom                    | Vasateatern                |
| 1922 | Kusinen från Batavia Der Vetter aus Dingsda                     | Eduard Künneke, Herman Haller och Fritz Oliven                                  | Elvin Ottoson                  | Oscarsteatern              |
| 1922 | Bajadären Die Bajadere                                          | Emmerich Kálmán, Julius Brammer och Alfred Grünwald                             | Nils Johannisson               | Oscarsteatern              |

### Regi
| År   | Produktion                           | Upphovsmän                                  | Teater        |
| ---- | ------------------------------------ | ------------------------------------------- | ------------- |
| 1912 | Den käre Augustin Der liebe Augustin | Leo Fall, Rudolf Bernauer och Ernst Welisch | Oscarsteatern |